# Венецијански крсташки рат
Венецијански крсташки рат или опсада Тира одиграла се 1124. године између Првог и Другог крсташког рата. Крсташи су, уз помоћ Венеције, успели да освоје град.

## Увод
Муслимани су у својим рукама још увек држали два велика града на обали - Аскалон и Тир. Међу крсташким баронима поставило се питање који од ова два града напасти. Наравно, мишљења су била различита, а ако би се поступило по дотадашњим обичајима, барони би се разишли ништа не одлучивши. Међутим, овај пут није било тако. Имена два града су била исписана на два папира, а онда је случајно изабрано дете извлачило лист са именом. Тако је одлучена судбина града Тира.

## Опсада
Тир је био осуђен на пропаст. Венецијанска флота је најпре код Аскалона скршила египатску, а опет с друге стране Тугтигин из Дамаска, који им је можда могао пружити отпор, био је у завади са Фатимидима па му је било драже да Тир види у рукама хришћана. У то време емир Балак је већ био мртав, тако да се са те стране није могла очекивати помоћ. Тир је био осуђен на гладовање. Опсада је почела 16. фебруара, а 7. јула 1124. године град се предао. У међувремену је умро Еустазије Гранијер, а на његово место дошао је Виљем од Бароа.

## Последице
Када је Тир пао, на цитаделу је извешена застава заробљеног краља Балдуина ле Буржа. Дакле, крсташи нису заборавили свог заробљеног краља, а са оваквим потезом сложио се и увек буновни гроф од Триполија. За своје услуге, Венеција је добила једну трећину Тира (две трећине припадале су краљу Балдуину), четврт у Јерусалиму и неке трговачке привилегије. Сама опсада има веома мало тога заједничког са оним које су до тада крсташи практиковали. Дисциплина под зидовима је била веома чврста, а оно што је најприметљивије јесте одсутност сувишног насиља.